# Карл Ансельм, 4-й герцог Урах
Герцог Карл Ансельм Франц Иосиф Вильгельм Людвиг Филипп Геро Мария Урах, граф Вюртемберг (род. 5 февраля 1955) — 4-й герцог Урахский и 3-й Глава королевского дома Литвы (15 августа 1981 — 9 февраля 1991). Глава рода фон Урах, ветви Вюртембергского дома.

## Биография
Родился в Регенсбурге (ФРГ). Старший сын принца Эберхарда Урахского (1907—1969) и принцессы Иниги фон Турн-и-Таксис (1925—2008), дочери принца Людвига Филиппа и его супруги Елизаветы Люксембургской. Внук Вильгельма Урахского, 2-го герцога Урахского, который с 11 июля по ноябрь 1918 года был королём Литвы под именем Миндовга II. 
В августе 1981 года после смерти своего бездетного дяди Карла Геро фон Ураха (1899—1981), Карл Ансельм Урахский унаследовал номинальные титулы герцога Урахского и Главы Литовского королевского дома.
Через десять лет, в феврале 1991 года, он отказался от своих титулов из-за морганатического брака в пользу младшего брата Вильгельма Альберта (род. 1957).
Карл Ансельм Урахский является собственником леса в Гретне (Инвернесс, Шотландия).

## Брак и дети
9 февраля 1991 года в Штутгарте Карл Ансельм Урахский женился на Саскии Вустоф (род. 26 января 1968). Супруги имели двух детей и развелись в 1996 году:
- Принц Вильгельм Урахский (род. 8 июля 1991)
- Принц Максимилиан Урахский (род. 5 мая 1993)